# A'dia Mathies
A'dia Mathies est une joueuse américaine de basket-ball, née le 18 mai 1991 à Louisville (Kentucky).

## Biographie

### Carrière universitaire
En 2013, elle conduit les Wildcats du Kentucky jusqu'à l'Elite Eight mais ses 14 points sont insuffisants pour battre les Huskies, futurs champions.

### WNBA
Elle est draftée en 10e position par les Sparks de Los Angeles. Pour sa saison rookie, elle participe à 30 rencontres des Sparks pour 2,3 points de moyenne. En avril 2014, elle est engagée par les Mystics de Washington, mais est coupée avant le début du championnat.

### Europe
À l'issue de sa première saison WNBA, elle rejoint le club de K Cero I.C.P. Košice en Slovaquie pour 6,6 points par match avec 42,9 % d'adresse, 1,8 rebond et 1,8 passe décisive par match en Euroligue et 5,7 points à 40,9 % en Middle European League,.

## Clubs

### NCAA
- 2009-2013 : Wildcats du Kentucky

### WNBA
- 2013 : Sparks de Los Angeles

## Europe
- 2013-2014 : K Cero I.C.P. Košice